# Mucor ucrainicus
Mucor ucrainicus är en svampart som beskrevs av Milko 1971. Mucor ucrainicus ingår i släktet Mucor och familjen Mucoraceae.   Inga underarter finns listade i Catalogue of Life.